# Parmenio (arquitecto)
Parmenio o Parmenion (Parmenion, Παρμενίων) fue un arquitecto griego del período helenístico al servicio de Alejandro Magno para la construcción de la ciudad de Alejandría. 
El rey macedonio le otorgó la superintendencia de los trabajos de escultura especialmente en el Serapeo de Alejandría, que debido al nombre del arquitecto fue llamado Parmenionis. Sin embargo, Clemente de Alejandría atribuye la gran estatua crisoelefantina de Serapis en el templo, a Briaxis. 
También es mencionado por Vitrubio en Los diez libros de arquitectura, donde en el capítulo IX, De la descripción de algunos relojes y sus inventores, refiriéndose a los relojes solares, habla de que: "Parmenión halló el pros ta historoumena".